# 2010年法國網球公開賽
2010年法國網球公開賽是第109屆法國網球公開賽，是年度第二項大滿貫賽事。於2010年5月23日至6月6日在罗兰·加洛斯球场舉行。
女单冠军得主弗兰切斯卡·夏凤由此成为意大利第一个获得大满贯单打冠军的女子网球选手。

## 賽事重點

### 第一天（5月23日）
男單(第一圈)：第23種子厄內斯特·古爾比斯在第三盤輸0-1的時候宣告退出。第5種子羅賓·索德靈只失5局，以直落三盤6-0, 6-2, 6-3輕取地主球員晉級。
女單(第一圈)：维多利亚·阿扎伦卡成為第一位出局的女單球手。第2種子維納斯·威廉絲以二盤6-3輕取帕蒂·施尼德晉級。

### 第二天（5月24日）
男單(第一圈)：第一種子羅傑·費達拿輕鬆解決彼德·盧斯克晉級。此外安迪·穆雷與里夏爾·加斯凱打足五盤，穆雷在落後兩盤下，也因加斯凯疲勞且力不從心，在第三盤贏6-4，再於最後兩盤以6-2及6-1反勝晉級。
女單(第一圈)：第一種子莎蓮娜·威廉絲費了一番手腳，第一盤拖至搶七局才奪下，第二盤以6-2輕取對手而晉級。

### 第三天（5月25日）
男單(第一圈)：四屆冠軍拉斐爾·納達爾以三盤6-2輕取地主18歲小將，一屆法網冠軍胡安·卡洛斯·費雷羅也以直落三盤晉級，另外二位西班牙好手費爾南多·貝爾達斯科與大衛·費雷爾均以直落三盤晉級，第6種子安迪·羅迪克與亞爾科·涅米寧戰足五盤，一度以盤數1-2落後，第四盤拿下搶七，第五盤再以6-3反勝對手晉級。
女單(第一圈)：四屆冠軍賈斯汀·海寧擊敗斯維塔娜·皮洛科娃晉級。迪娜拉·萨芬娜負於老將伊達公子之下，在第一輪被淘汰種子排名最高的球手。

### 第四天（5月26日）
男單(第二圈)：第5種子羅賓·索德靈只失2局，僅花71分鐘橫掃泰勒·丹特晉級。第一種子羅傑·費達拿第一盤遭遇對手一些抵抗打至搶七局方勝出，不過隨後二盤6-2、6-4取勝晉級。
女單(第二圈)：第2種子維納斯·威廉絲直落二盤擊敗對手晉級。第24種子露絲·莎法洛法被斯洛文尼亞Polona Hercog淘汰出局。第6種子斯韦特兰娜·库兹涅佐娃逃過對手4記賽末點，最後以拖至第三盤以4-6, 7-5, 6-4反勝晉級。

### 第五天（5月27日）
是日天雨，多場賽事被迫延期。
男單(第二圈)：第13種子加埃爾·蒙菲爾斯與法比奧·福尼尼於昨天戰至第五盤雙方5-5平手補賽的時候，結果雙方要打到決勝局福尼尼以9-7勝出最後一盤。
女單(第二圈)：第4種子耶萊娜·揚科維奇以3盤擊敗卡娅·卡内皮晉級第三圈。

### 第六天（5月28日）
男單(第二圈)：四屆冠軍拉斐爾·納達爾直落三盤晉級。
女單(第二圈)：四屆冠軍賈斯汀·海寧直落二盤晉級。第6種子斯維特拉娜·庫茲涅佐娃打至三盤，仍被淘汰出局。
男單(第三圈)：第一種子羅傑·費達拿輕鬆擺平對手晉級。安迪·穆雷與马科斯·巴格达蒂斯打足四盤，最後以6-2晉級。
女單(第三圈)：第2種子維納斯·威廉絲直落二盤擊敗對手晉級。第一種子莎蓮娜·威廉絲只失2局，輕鬆直落二盤晉級。

### 第七天（5月29日）
男單(第三圈)：安迪·羅迪克遭到會外賽出線的泰穆拉茲·加巴什維利淘汰，成為第一位世界前10出局的選手。四屆冠軍拉斐爾·納達爾則直落三盤擊敗萊頓·休伊特晉級。
女單(第三圈)：第一種子莎蓮娜·威廉絲，第一盤以6-1勝出，不過第二盤在感冒下以1-6則丟了一盤，不過第三盤即順利控制局面以6-2而晉級。娜佳·彼得罗娃與阿拉瓦內·雷扎伊戰至第三盤雙方7-7而平手，彼得罗娃10-8而勝出。
男雙(第二圈)：第一種子布賴恩兄弟直落兩盤被淘汰出局。

### 第八天（5月30日）
女單(第三圈)：四屆冠軍賈斯汀·海寧與瑪麗亞·莎拉波娃昨天戰至雙方各拿一盤，最後海寧以6-3晉級。
男單(第四圈)：米哈伊爾·尤日尼領先一盤因若-威尔弗里德·特松加宣布退賽而晉級。五號種子羅賓·索德靈勝出第四輪賽事後，將會在八強與費德勒上演翻版決賽。
女單(第四圈)：二號種子維納斯·威廉絲被娜佳·彼得罗娃以6-4, 6-3直落二盤淘汰出局。卡露蓮·禾絲妮雅琪與弗拉维娅·佩内塔各拿一盤搶七局，最後第三盤禾絲妮雅琪以6-2晉級。

### 第九天（5月31日）
男單(第四圈)：第二種子拉斐爾·拿度面對第24種子托馬斯·貝魯奇，在第二盤被對手追和5-5，最終以7-5取勝，拿度直取三盤勝出，取得第200場泥地賽勝利。第三種子諾瓦克·喬科維奇失去第二盤下以6-4, 2-6, 6-1及6-2淘汰羅比·吉內普里。
女單(第四圈)：第一種子莎蓮娜·威廉絲以二盤6-2橫掃對手強勢晉級。四屆冠軍賈斯汀·海寧遭到去年四強薩曼莎·斯托瑟以2-6, 6-1, 6-4逆轉淘汰出局。

### 第十天（6月1日）
男單(八強)：罗杰·费德勒與第五種子羅賓·索德靈上演翻版決賽，雙方首兩盤各取6-3，其後索德靈以7-5及6-4連取兩盤勝出。另一場賽事托馬什·貝爾迪赫以6-3、6-1及6-2輕取米哈伊爾·尤日尼。
女單(八強)：弗蘭切斯卡·斯基亞沃內以兩盤輕取第三種子卡露蓮·禾絲妮雅琪。另一方面第五種子耶莲娜·德门蒂耶娃先落後2-6的情況下。第二盤反破娜佳·彼得罗娃多個發球局，追回6-2，其後更以6-0輕取第三盤晉級。

### 第十一天（6月2日）
男單(八強)：第二種子拉斐爾·拿度面對尼古拉斯·阿爾瑪格羅，前二盤打至搶七才取勝，最終以6-4取勝。第三種子諾瓦克·喬科維奇首兩盤本先以6-3, 6-2和第三盤曾一度有3-1的領先下，最後竟遭奧地利老將于爾根·梅爾策連拿兩盤6-2、7-6（3）扳平盤敗2-2，最終以6-4取勝。
女單(八強)：薩曼莎·斯托瑟面對莎蓮娜·威廉絲，首盤先以6-2取勝，第二盤5-3一度擁有賽末發球局，但遭到莎蓮娜·威廉絲破發並且打至搶七局而延長至第三盤，薩曼莎·斯托瑟第三盤一路上面對莎蓮娜·威廉絲的多記破發點、賽末點的威脅，不過全部驚險化解，最終打至long-game打破莎蓮娜·威廉絲第7個發球局，再保發而以8-6取勝，是她連續二年晉級四強。耶莱娜·扬科维奇以7-5、6-4直取二盤取勝。
女雙(四強)：維納斯·威廉絲與莎蓮娜·威廉絲，首兩盤雙方以6-2各取一盤，第三盤又曾一度1-3落後，最後在破對方一個發球局而以6-4取勝，她們晉級決賽後，一同登上女雙世界第一。

### 第十二天（6月3日）
女單(四強)：第七種子萨曼莎·斯托瑟以6-2及6-1擊敗珍高域，首次在大滿貫晉身單打決賽。另一場賽事弗蘭耶莲娜·德门蒂耶娃面對第17種子弗蘭切斯卡·夏鳳，夏鳳在一盤決勝局取勝後，德门蒂耶娃宣佈退出。
男雙(四強)：第3種子盧卡斯·德勞希及利安德·帕斯輕取第10種子尤利安·克诺夫莱及安迪·拉姆晉身決賽。而另一場賽事丹尼尔·内斯特及内纳德·齐莫尼奇更以6-0及6-3淘汰衛斯理·穆迪及迪克·諾曼晉身決賽。

### 第十三天（6月4日）
男單(四強)：羅賓·索德靈經過五盤的決戰後，擊敗第15種子貝迪治。
女雙(決賽)：
混雙（決賽）：

### 第十四天（6月5日）
女單(決賽)：弗蘭切斯卡·夏鳳擊敗萨曼莎·斯托瑟後，首次勝出女子單打冠軍。
男雙（決賽）：第二種子丹尼尔·内斯特及内纳德·齐莫尼奇以兩盤擊敗對手奪冠。

### 第十五天（6月6日）
男單(決賽)：拿度以3-0輕敗去上屆淘汰出局的蘇達寧。

## 比賽

### 成年組

#### 男單
決賽： 拉斐爾·拿度 擊敗  羅賓·索德靈 
6-4、6-2、6-4
拉斐爾·拿度奪得第5座法網單打冠軍與第7座大滿貫錦標，生涯第40座單打冠軍。

#### 女單
決賽： 弗蘭切斯卡·夏鳳 擊敗  萨曼莎·斯托瑟 6-4、7-6（2）
弗蘭切斯卡·夏鳳是史上第一位意大利女單球手勝出此賽事。

#### 男雙
決賽： 丹尼尔·内斯特 / 内纳德·齐莫尼奇 擊敗  盧卡斯·德勞希 /  利安德·帕斯  7-5、6-2

#### 女雙
決賽：  莎蓮娜·威廉絲 /  維納斯·威廉絲 擊敗  Květa Peschke /  卡塔琳娜·斯雷博特尼克 6-2、6-3

#### 混雙
決賽： 卡塔琳娜·斯雷博特尼克 /  内纳德·齐莫尼奇 擊敗  雅罗斯拉娃·斯维多娃 /  Julian Knowle 4-6、7-6（5）、[11-9]

### 少年組

#### 少年男單
決賽： Agustín Velotti 擊敗  Andrea Collarini 6-4、7-5

#### 少年女單
決賽： Elina Svitolina 擊敗  昂絲·加博 6-2、7-5

#### 少年男雙
決賽： Duilio Beretta /  罗伯托·基罗斯 擊敗  Facundo Argüello /  Agustín Velotti 6-3、6-2

#### 少年女雙
決賽： Tímea Babos /  斯隆·斯蒂芬斯 擊敗  Lara Arruabarrena-Vecino /  María-Teresa Torro-Flor 6-2、6-3

### 其他比賽

#### 元老45歲以下雙打
決賽： 耶夫格尼·卡费尔尼科夫 /  安德烈·梅德维德夫 def.  戈蘭·伊雲尼斯域 /  米夏埃尔·施蒂希, 6–1、6–1

#### 元老45歲以上雙打
決賽： 約翰·麥肯羅 /  安德烈斯·戈梅斯 擊敗  Mansour Bahrami /  亨利·勒孔特 6-1、6-1

#### 元老女子雙打
決賽： 玛蒂娜·纳芙拉蒂洛娃 /  雅娜·诺沃特娜 擊敗  伊娃·马约莉 /  納塔莉·托齊亞, 6–4、6–2

#### 輪椅男單
決賽： 國枝慎吾 擊敗  Stefan Olsson 6–4、6–0

#### 輪椅男雙
決賽： 斯特凡纳·乌代 /  國枝慎吾 擊敗 Robin Ammerlaan /  Stefan Olsson 6-0、5-7、[10-8]

#### 輪椅女單
決賽： Esther Vergeer 擊敗  Sharon Walraven 6-0、6-0

#### 輪椅女雙
決賽： Daniela Di Toro /  阿妮克·范库特 擊敗  Esther Vergeer /  Sharon Walraven 3-6、6-3、[10-4]

## 種子選手
退出球手：胡安·馬丁·德爾波特羅、托米·哈斯、尼古拉·达维坚科、吉爾·西蒙、拉德克·斯泰潘內克、伊沃·卡洛維奇、金·克莱斯特尔斯

| 1. 羅傑·費德勒（八強） 2. 拉斐爾·納達爾（冠軍） 3. 諾瓦克·喬科維奇（八強） 4. 安迪·穆雷（第四輪） 5. 羅賓·索德靈（決賽） 6. 安迪·罗迪克（第三輪） 7. 費爾南多·貝爾達斯科（第四輪） 8. 若-威尔弗里德·特松加（第四輪） 9. 大卫·费雷尔（第三輪） 10. 馬林·西利奇（第四輪） 11. 米哈伊爾·尤日尼（八強） 12. 费尔南多·冈萨雷斯（第二輪） 13. 加埃爾·蒙菲爾斯（第二輪） 14. 伊万·柳比契奇（第三輪） 15. 托马什·贝尔迪赫（四強） 16. 胡安·卡洛斯·费雷罗（第三輪） 17. 約翰·伊斯內爾（第三輪） 18. 薩姆·奎里（第一輪） 19. 尼古拉斯·阿爾瑪格羅（八強） 20. 斯坦尼斯拉斯·瓦夫林卡（第四輪） 21. 托米·羅布雷多(第一轮) 22. 于爾根·梅爾策（四強） 23. 厄內斯特·古爾比斯(第一轮) 24. 托馬斯·貝魯奇（第四輪） 25. 马科斯·巴格达蒂斯（第三輪） 26. 胡安·摩納哥（第一輪） 27. 費利西亞諾·洛佩斯(第一轮) 28. 莱顿·休伊特（第三輪） 29. 阿爾伯特·蒙塔涅斯（第三輪） 30. 菲利普·科爾施賴伯（第三輪） 31. 維克托·哈內斯庫（第三輪） 32. 吉列爾莫·加西亞·洛佩斯（第二輪） | 1. 塞雷娜·威廉姆斯（八強） 2. 维纳斯·威廉姆斯（第四輪） 3. 卡洛琳·沃兹尼亚奇（八強） 4. 耶莱娜·扬科维奇（四強） 5. 耶莲娜·德门蒂耶娃（四強） 6. 斯韦特兰娜·库兹涅佐娃（第三輪） 7. 萨曼莎·斯托瑟（決賽） 8. 阿格涅什卡·拉德萬斯卡（第二輪） 9. 迪娜拉·萨芬娜（第一輪） 10. 维多利亚·阿扎连卡(第一轮) 11. 李娜（第三輪） 12. 瑪麗亞·莎拉波娃（第三輪） 13. 瑪麗昂·巴托利（第三輪） 14. 弗拉维娅·佩内塔（第四輪） 15. 阿拉瓦內·雷扎伊（第三輪） 16. 雅尼娅·维克梅耶尔（第三輪） 17. 弗蘭切斯卡·夏鳳（冠軍） 18. 莎哈爾·佩爾（第四輪） 19. 娜佳·彼得罗娃（八強） 20. 玛丽亚·何塞·马丁内斯·桑切斯(第一轮) 21. 薇拉·兹沃纳列娃（第二輪） 22. 賈斯汀·海寧（第四輪） 23. 達妮埃拉·漢圖霍娃（第四輪） 24. 露絲·莎法洛法（第二輪） 25. 鄭潔（第二輪） 26. 多米尼卡·齐布尔科娃（第二輪） 27. 阿廖娜·邦达连科（第三輪） 28. 阿麗莎·克萊班諾娃（第三輪） 29. 安娜斯塔西亞·帕夫柳琴科娃（第三輪） 30. 玛丽亚·基里连科（第四輪） 31. 亚历山德拉·杜尔盖鲁（第三輪） 32. 卡捷琳娜·邦达连科（第二輪） |

## 獎金
所有獎金以歐元為計算單位 (€); 雙打獎金由搭擋兩人均分。
| - 冠軍: €1,120,000 - 亞軍: €560,000 - 四強: €280,000 - 八強: €140,000 - 第四輪: €70,000 - 第三輪: €42,000 - 第二輪: €25,000 - 第一輪: €15,000 | - 冠軍: €320,000 - 亞軍: €160,000 - 四強: €80,000 - 八強: €40,000 - 第三輪: €22,000 - 第二輪: €11,000 - 第一輪: €7,500 | - 冠軍: €100,000 - 亞軍: €50,000 - 四強: €25,000 - 八強: €13,000 - 第二輪: €7,000 - 第一輪: €3,500 |

## 外部連結
- 官方網站
- 2012年法网

| 前任： 2009年法国网球公开赛 | 法国网球公开赛 2010年 | 繼任： 2011年法国网球公开赛     |
| 前任： 2010年澳洲網球公開賽 | 网球大满贯 2010年     | 繼任： 2010年温布尔登网球锦标赛 |